# Asociación ilícita
La asociación ilícita, en Derecho, es una asociación con intención de permanencia, acordada entre varios individuos con el fin de cometer una cantidad indeterminada de delitos penales. En algunos países es considerada un delito autónomo y en otros un simple agravante. Se diferencia de la conspiración por el hecho de que esta última es un acuerdo entre varias personas para cometer un delito determinado. Dentro del derecho penal, el concepto de asociación ilícita también se relaciona con el concepto de «banda», que para una corriente son sinónimos y para otra corriente se diferencian por la circunstancia de que la banda puede haber sido creada para planear y organizar un delito determinado, mientras que la asociación ilícita siempre es creada para cometer un número indeterminado de delitos.

## Legislación por país
En algunos países, el solo hecho de pertenecer a una asociación ilícita es considerado un delito autónomo, perteneciente a la clase de delitos de peligro abstracto. En estos casos el delito se comete antes de la comisión de los delitos para la que fue creada y aunque no se hubiere cometido ningún delito. Esta modalidad ha sido cuestionada por violar garantías básicas del Estado de Derecho, como los principios de legalidad, reserva, lesividad y non bis in idem (doble condena por un mismo delito). En otros países la asociación ilícita no es un delito autónomo, y es solamente considerada un agravante en los casos en que se probare la comisión de delitos organizados por dicha asociación.
La pena varía considerablemente en el derecho comparado, desde multa en Alemania, hasta 20 años de prisión en Argentina.
Argentina: según el código penal "Será reprimido con prisión o reclusión de tres a diez años, el que tomare parte en una asociación o banda de tres o más personas destinada a cometer delitos por el solo hecho de ser miembro de la asociación. Para los jefes u organizadores de la asociación el mínimo de la pena será de cinco años de prisión o reclusión. "